# Station Podkamień
Station Podkamień is een voormalig spoorwegstation in de Poolse plaats Podkamień.